# Franz Kanik
Franz Kanik, właśc. František Kaník (ur. 30 czerwca 1863, zm. 18 marca 1931) – generał piechoty cesarskiej i królewskiej Armii oraz generał armii Sił Zbrojnych Republiki Czechosłowackiej.

## Życiorys
30 listopada 1911 roku został mianowany generałem majorem ze starszeństwem z 1 listopada 1911 roku. 22 grudnia 1914 roku został mianowany marszałkiem polnym porucznikiem.
W latach 1917–1918 był inspektorem cesarskiej i królewskiej Żandarmerii. 13 maja 1918 roku został mianowany generałem piechoty ze starszeństwem z 1 maja 1918 roku. W tym samym roku został dowódcą 10 Korpusu Kawalerii. Z dniem 1 stycznia 1919 roku został przeniesiony w stan spoczynku.
Po rozpadzie Austro-Węgier został przyjęty do Sił Zbrojnych Republiki Czechosłowackiej w stopniu generała 3 klasy w stanie spoczynku.
16 grudnia 1927 roku, po przeprowadzonej zmianie stopni wojskowych, został mianowany generałem armii (czes. Armádní generál).
Zmarł 18 marca 1931 roku w Łaźniach Mariańskich w Czechach.

## Ordery i odznaczenia[2]
- Komandor Orderu Leopolda z mieczami i dekoracją wojenną
- Kawaler Orderu Korony Żelaznej III Klasy
- Krzyż Zasługi Wojskowej II klasy z mieczami i dekoracją wojenną
- Srebrny Medal Zasługi Wojskowej z mieczami
- Brązowy Medal Zasługi Wojskowej na czerwonej wstędze
- Odznaka za Służbę Wojskową II Klasy
- Medal Jubileuszowy Pamiątkowy dla Sił Zbrojnych i Żandarmerii
- Krzyż Jubileuszowy Wojskowy